# Knölveckskivling
Knölveckskivling (Leucocoprinus cepistipes) är en svampart som först beskrevs av James Sowerby, och fick sitt nu gällande namn av Narcisse Theophile Patouillard 1889. Knölveckskivling ingår i släktet Leucocoprinus och familjen Agaricaceae. Arten är reproducerande i Sverige. Inga underarter finns listade i Catalogue of Life.